# Australian Broadcasting Corporation
Australian Broadcasting Corporation (ABC) – australijski publiczny nadawca radiowy i telewizyjny, dostarczający kanały telewizyjne, radiowe, portal internetowy i usługi mobilne mieszkańcom Australii, a także serwisy dla zagranicy: Australia Network and Radio Australia.
Powstała w 1 lipca 1932 roku w miejsce Australian Broadcasting Company, odpowiedzialnej za stacje radiowe. Licencję na nadawanie sygnału telewizyjnego posiada od 1934 roku. Regularne emisje rozpoczęła 5 listopada 1957 roku.

## Radio
Nadawca oferuje 46 lokalnych stacji radiowych, cztery ogólnonarodowe oraz stację przeznaczoną dla zagranicy (głównie dla wschodniej Azji i wysp Pacyfiku, nadającą w językach tych regionów). Dodatkowo oferowane są trzy stacje dostępne poprzez platformy cyfrowe (od 2002 r.).

## Telewizja
ABC nadaje dwa kanały telewizyjne: ABC1 i ABC2. Dodatkowo nadawany jest anglojęzyczny kanał skierowany dla zagranicy. Finansowany jest on z reklam i subwencji państwowych.

## Internet
Rozwojem usług internetowych zajmuje się specjalnie powołany do tego celu oddział nadawcy: ABC Innovation.

## Oddział komercyjny
Działalnością komercyjną zajmuje się oddział ABC Commercial.

## Orkiestry
Działa sześć stanowych orkiestr symfonicznych należących do ABC.